# Неверные
Неверные — термин, используемый в некоторых религиях, особенно в христианстве и исламе, для обозначения атеистов, представителей других религий и тех, кто сомневается или отвергает основные догматы религии.

## Христианство
Христиане традиционно называют неверными людей, принадлежащих к иным религиозным группам или активно отвергающих христианство. В католицизме неверным считается тот, кто (в отличие от еретика) вообще не верит в христианское учение и отрицает божественность Иисуса Христа.
В дальнейшем определение термина было расширено для того, чтобы включить в него другие формы неверия, например, такие как:
- деизм — признание существования Бога и сотворения им мира, но отрицание большинства сверхъестественных и мистических явлений, божественного откровения и религиозного догматизма;
- атеизм — неверие в бога, отрицание его существования;
- скептицизм — сомнение, как принцип мышления, особенно сомнение в надёжности истины;
- агностицизм — признание принципиальной невозможности познания объективной действительности только через субъективный опыт и невозможности познания любых предельных и абсолютных основ реальности.

В настоящее время использование термина «неверный» снизилось. Причиной тому, скорее всего, является желание основных христианских конфессий участвовать в диалоге с лицами других конфессий. Слова «неверный», «неверные» (греч. ἄπιστος), встречаются в Новом Завете.

## Ислам
В исламе для обозначения неверных используется арабское слово кафир (букв. «скрывает»). В исламской доктрине этот термин относится к человеку, который не признает единого Бога (Аллаха) и отрицает пророческую миссию Мухаммеда. Для обозначения христиан и иудеев используется термин люди Писания (араб. اهل الكتاب‎ — ахль аль-Китаб).
Слово кафир в последнее время также стало считаться оскорбительным и некоторые исламские богословы запрещают использовать это слово.
Во времена Османской империи турецкие мусульмане использовали слово «гяур» по отношению к грекам, армянам и другим христианским народам. Слово «гяур» происходит от персидского «габр», которое, в свою очередь, происходит от арабского слова «кафир».

## Иудаизм
В иудаизме язычников называют идолопоклонниками или «поклоняющимися звёздам». Атеистов и еретиков в иудаизме именуют эпикоросами. Термин кофер применяется только к вероотступникам.